# Duitse Bond
De Duitse Bond (Duits: Deutscher Bund) of Duitse Confederatie was een statenbond met federale elementen. De leden waren ruim 40 Duitse staten. Enkele staatshoofden waren niet-Duitse vorsten, onder andere de Engelse koning die tot 1837 ook koning van Hannover was. Oostenrijk en Pruisen, twee grote Europese machten, lagen deels buiten de grenzen van de Bond.
De Duitse Bond ontstond voor en tijdens het Congres van Wenen met de Bondsakte van 8 juni 1815. De Bond werd weer ontbonden na de Pruisisch-Oostenrijkse Oorlog (1866), nadat Pruisen en zijn bondgenoten de Bond hadden verlaten en de oorlog gewonnen. Een hervorming van de Bond was ondanks meerdere serieuze pogingen niet tot stand gekomen. Na de oorlog richtte Pruisen met zijn bondgenoten een federale staat op, de Noord-Duitse Bond.
De Duitse Bond had maar één orgaan, de Bondsdag. De regeringen van de lidstaten stuurden ieder een Gesandter naar de Bondsdag die de besluiten nam. Het Oostenrijkse bondsdaglid was de voorzitter en leidde de zaken. De Bond had geen staatshoofd, alhoewel Oostenrijk als Präsidialmacht werd gezien.

## Ontstaan
De Duitse Bond trad in werking uit kracht van de Bondsakte van 8 juni 1815, die door 38 staten – 34 vorstendommen en 4 vrije steden – werd ondertekend. Het doel van de Bond was enerzijds door een gezamenlijk optreden tegenover het buitenland de zelfstandigheid van Duitsland te bewaren en anderzijds de autonomie van de individuele staten te handhaven.
De Duitse Bond verving het Heilige Roomse Rijk, dat door Frans II van Oostenrijk in 1806 werd opgeheven. De delen van Pruisen en Oostenrijk die buiten het gebied van het oude rijk lagen, behoorden ook niet tot de Bond. Wel waren drie niet-Duitse vorsten lid van de Duitse Bond: de koning van Denemarken als hertog van Holstein en Lauenburg, de koning der Nederlanden als groothertog van Luxemburg en sinds 1839 ook als hertog van Limburg en de koning van het Verenigd Koninkrijk tot 1837 als koning van Hannover.

## Bondsdag
Het enige orgaan van de Duitse Bond was de Bondsdag, die zetelde in het Paleis Thurn und Taxis te Frankfurt am Main en bestond uit afgevaardigden van de lidstaten. Er bestond dus geen scheiding der machten. De Bondsdag was wetgever, uitvoerend orgaan en hoogste rechter.
Voorzitter was volgens de Bondsakte de gezant van Oostenrijk. In het geval van gelijkheid van stemmen gaf de Oostenrijkse stem de uitslag. Het voorzitterschap was in principe een formaliteit, maar de Oostenrijkse gezant werd Präsidial-Gesandte genoemd en Oostenrijk Präsidialmacht; de Oostenrijkse keizer had immers de hoogste rang van de Duitse vorsten.
De Bondsdag kwam in twee verschillende constellaties bij elkaar:
- De Algemene Vergadering of Plenum die met tweederdemeerderheid besloot over de belangrijkste onderwerpen, zoals oorlog en vrede. Elke staat had 1 tot 4 stemmen.
- De Engere Raad die met absolute meerderheid besloot over overige lopende zaken. De 11 grote en middelgrote staten hadden elk één stem, de overige staten waren in zes groepen verdeeld die elk één gezamenlijke stem hadden.

## Reactie
Onder Metternich stond de Bondsdag in het teken van de Restauratie en werden liberale en constitutionele stromingen onderdrukt. Dit kwam duidelijk tot uiting in de Besluiten van Karlsbad (1819) en de demagogenvervolging (1819-1848).
Oostenrijk trachtte de Bond ook te gebruiken om het ontstaan van een nieuwe Duitse eenheidsstaat te voorkomen, die opsplitsing (groot-Duitse oplossing) dan wel uitsluiting (klein-Duitse oplossing) van dit land zou betekenen.

## Economie
De Duitse Bond was in wezen een militaire alliantie. Andere onderwerpen konden in de Bondsdag en de commissies daarvan worden besproken. De Bondsdag kon bijvoorbeeld een regeling voor gehéél Duitsland voorbereiden, bijvoorbeeld het 'Algemeen Duits Handelswetboek' van 1861. Geïmplementeerd werd het echter alleen als recht van de deelstaten, via de deelstaatsparlementen.
Op initiatief van Pruisen kwam in 1834 de Zollverein tot stand. De meeste Duitse staten ― met als belangrijkste uitzondering Oostenrijk – sloten zich hierbij aan. Dit gebeurde buiten de Duitse Bond om.

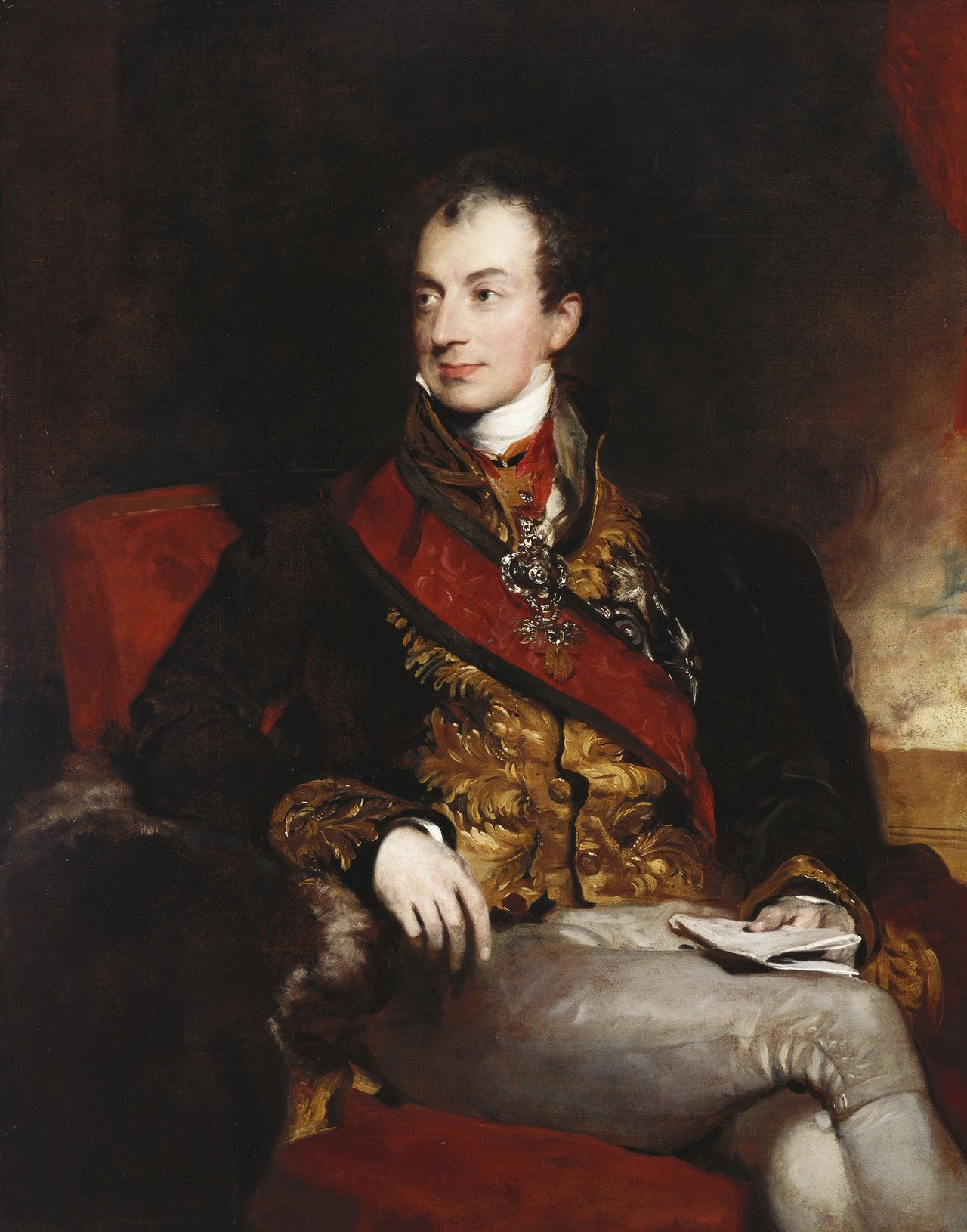
Metternich

## Liberale revolutie
Het anti-liberale en anti-nationalistische beleid droeg er wezenlijk aan bij dat in 1848 de Maartrevolutie uitbrak. Te Frankfurt kwam het Frankfurter Parlement bijeen, dat zich beraadde over een nieuwe Duitse eenheidsstaat op liberale grondvesten. Het parlement hief in juni de Bondsdag op en vormde een provisorische rijksregering onder de Reichsverweser (regent) aartshertog Johan. In 1849 nam het een liberale grondwet (de Paulskirchenverfassung) aan en koos het de Pruisische koning Frederik Willem IV tot keizer. Diens weigering de kroon uit handen van het volk te ontvangen betekende het mislukken van de liberale beweging. Pruisen zag zich na het Verdrag van Olmütz (1850) gedwongen zich in een heroprichting van de Duitse Bond te schikken.

## Pruisisch-Oostenrijks dualisme
In de jaren die volgden nam de spanning tussen Oostenrijk en Pruisen, ook op economisch gebied, toe, hetgeen hervormingspogingen frustreerde. Otto von Bismarck, sinds 1862 Pruisisch premier, stuurde aan op een verenigd Klein-Duitsland onder leiding van Pruisen. Oostenrijk, dat dreigde buitengesloten te worden, toonde zich hierop ook hervormingsgezind. De Frankfurter Vorstendag, die in 1863 de Oostenrijkse voorstellen zou bespreken, mislukte echter door Bismarcks toedoen.

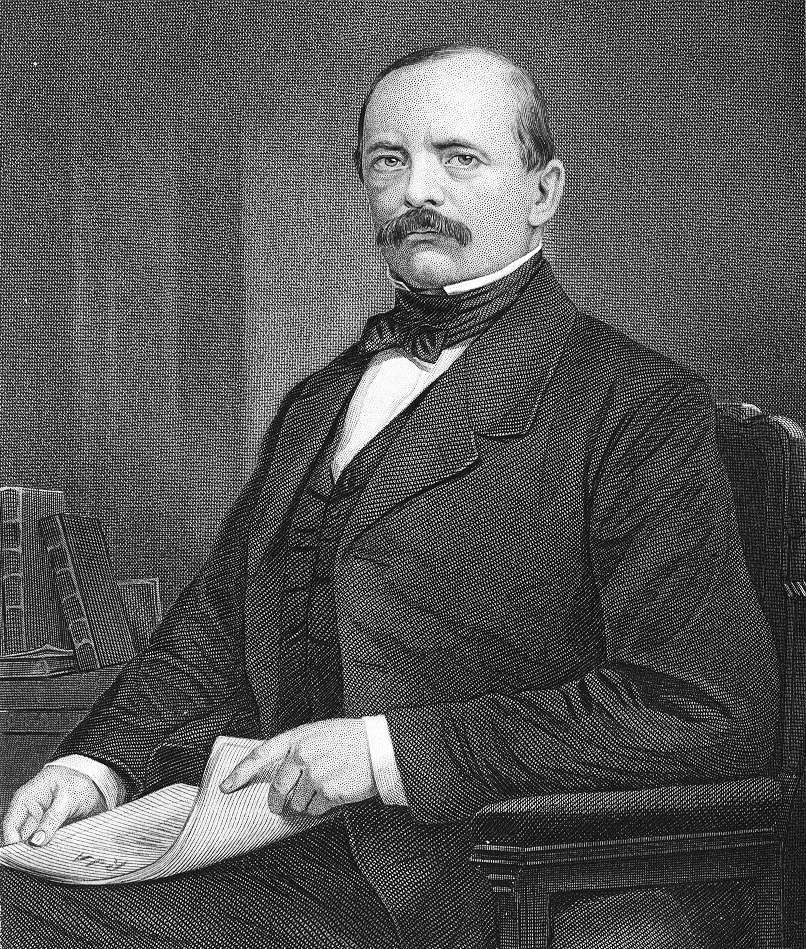
Bismarck

In 1864 streden de twee grootmachten nog samen in de Tweede Duits-Deense Oorlog (zie ook: Sleeswijk-Holsteinse kwestie). Na deze oorlog bestuurde Oostenrijk Holstein en Pruisen Sleeswijk. Bismarck stuurde echter aan op oorlog en verweet Oostenrijk het in 1865 gesloten Verdrag van Gastein te schenden. Hij liet in 1866 Holstein bezetten en verklaarde de grondwet van de Duitse Bond op 14 juni van dat jaar voor opgeheven. Dit was de aanleiding voor de Pruisisch-Oostenrijkse Oorlog. De Duitse Bond was hiermee de facto opgeheven en hield op 24 augustus zijn laatste vergadering. Nog datzelfde jaar verenigden de Noord-Duitse staten zich, onder leiding van de Pruisische overwinnaar, in de Noord-Duitse Bond. De Zuid-Duitse staten Baden, Beieren, Württemberg en Oostenrijk bleven onafhankelijk.

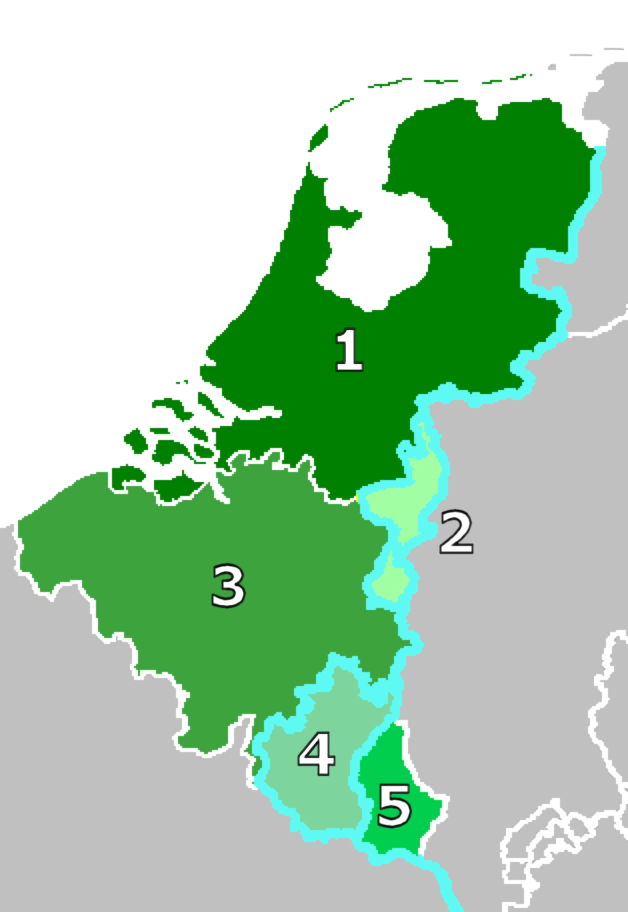
Nederland, België, Luxemburg en Limburg in 1839
1, 2, 3, 4 en 5 Verenigd Koninkrijk der Nederlanden (tot 1830)
1 en 2 Koninkrijk der Nederlanden (sinds 1830)
2 Hertogdom Limburg (in 1839 bij de Duitse Bond ter compensatie voor Waals-Luxemburg)
3 en 4 Koninkrijk België (sinds 1830)
4 en 5:Groothertogdom Luxemburg (grenzen tot 1830)
4 Provincie Luxemburg (Waals-Luxemburg, in 1839 bij België)
5 Groothertogdom Luxemburg (Duits-Luxemburg; grenzen sinds 1839)
Blauw de grens van de Duitse Bond.

## Territoriale veranderingen
Door overerving, annexatie en andere politieke ontwikkelingen traden gedurende het bestaan van de Duitse Bond de volgende wijzigingen op:
- 1817: Hessen-Homburg sluit zich aan.
- 1818: Het Oostenrijkse hertogdom Auschwitz (koninkrijk Galicië en Lodomerië) wordt bij de Bond gevoegd.
- 1824: Door uitsterven van het vorstenhuis wordt Reuss-Lobenstein met Reuss-Ebersdorf verenigd tot Reuss-Lobenstein-Ebersdorf.
- 1826: Bij de herindeling van de Ernestijnse hertogdommen verdwijnen Saksen-Coburg-Saalfeld, Saksen-Gotha-Altenburg en Saksen-Hildburghausen van de kaart en ontstaan Saksen-Altenburg en Saksen-Coburg en Gotha.
- 1839: Het westen van Luxemburg komt conform het Verdrag der XXIV Artikelen aan België. Ter compensatie wordt de Nederlandse provincie Limburg exclusief Maastricht als 'hertogdom Limburg' lid van de Duitse Bond.
- 1848: De vorst van Reuss-Lobenstein-Ebersdorf treedt af ten gunste van de vorst van Reuss-Schleiz, waarmee het verenigde vorstendom Reuss jongere linie tot stand komt.
- 1848-1851: De Pruisische provincies West-Pruisen, Oost-Pruisen en het westen van Posen behoren tot de Duitse Bond.
- 1849: De vorstendommen Hohenzollern-Hechingen en Hohenzollern-Sigmaringen komen door afdanking aan Pruisen.
- 1853: Door uitsterven van het vorstenhuis wordt Anhalt-Köthen met Anhalt-Dessau verenigd tot Anhalt-Dessau-Köthen.
- 1863: Door uitsterven van het vorstenhuis van Anhalt-Bernburg komt deze staat aan Anhalt-Dessau-Köthen, dat sindsdien Anhalt heet.

In 1864 werd Holstein met Lauenburg (en Sleswig) een Oostenrijks-Pruisisch condominium. Schleswig werd in de korte periode tot de ontbinding van de Bond geen bondslid meer.

## Lidstaten
1. Oostenrijk (zonder Galicië-Lodomerië, Hongarije, Transsylvanië, Boekovina, Dalmatië en Kroatië-Slavonië)
2. Pruisen (zonder Posen, Oost-Pruisen en West-Pruisen)
3. Beieren
4. Saksen
5. Hannover
6. Württemberg
7. Baden
8. Hessen-Kassel
9. Hessen-Darmstadt
10. Holstein
11. Luxemburg (in personele unie met Nederland)
12. Limburg (sinds 1839, tegelijkertijd in personele unie met Nederland
13. Brunswijk
14. Mecklenburg-Schwerin
15. Nassau
16. Saksen-Weimar-Eisenach
17. Saksen-Gotha-Altenburg (tot 1825)
18. Saksen-Coburg-Saalfeld (sinds 1826 Saksen-Coburg en Gotha)
19. Saksen-Meiningen
20. Saksen-Hildburghausen (sinds 1826 Saksen-Altenburg)
21. Mecklenburg-Strelitz
22. Oldenburg
23. Anhalt-Dessau (sinds 1863 Anhalt)
24. Anhalt-Bernburg (tot 1863)
25. Anhalt-Köthen (tot 1847)
26. Schwarzburg-Rudolstadt
27. Schwarzburg-Sondershausen
28. Hohenzollern-Hechingen (tot 1849)
29. Liechtenstein
30. Hohenzollern-Sigmaringen (tot 1849)
31. Waldeck-Pyrmont
32. Reuss oudere linie
33. Reuss jongere linie
34. Schaumburg-Lippe
35. Lippe
36. Hessen-Homburg (sinds 1817)
37. Lauenburg
38. Lübeck
39. Frankfort
40. Bremen
41. Hamburg